# Casa das Pomas
A Casa das Pomas é um edifício histórico do século XVII situado na parte antiga de Santiago de Compostela, Galiza, Espanha, na Rua Nova. O seu nome, que significa "Casa das Maçãs" em galego, deve-se à decoração esculpida numa das pilastras da fachada, que representa uma fiada de frutos, entre os quais uma maçã.
Muito provavelmente, a planta definitiva da casa foi desenhada pelo arquiteto galego Domingo de Andrade, autor de outras obras importantes na cidade, como a Casa da Parra. Foi construída em silhar de granito. A fachada de tipo barroco é marcada por três grandes pilastras que se erguem até à cornija. No rés de chão abrem-se três arcos de meio ponto suportados por colunas pseudo-dóricas que formam uma arcada, um elemento muito típico da Rua Nova. Nos dois andares superiores abrem-se grandes janelas e na parte central do primeiro andar há uma varanda.
A decoração mais relevante é a das pilastras, encimadas por uma vieira, símbolo do cabido de Compostela, que "segura" uma fiada de frutas. No cimo das pilastras há também gárgulas esculpidas.
A casa fazia lembrar os pazos de aldeia ao escritor Otero Pedrayo, que a propósito dela escreveu: «a pequena e gentil [Casa] das Pomas é adornada com frutas como os jardins do Ulla».

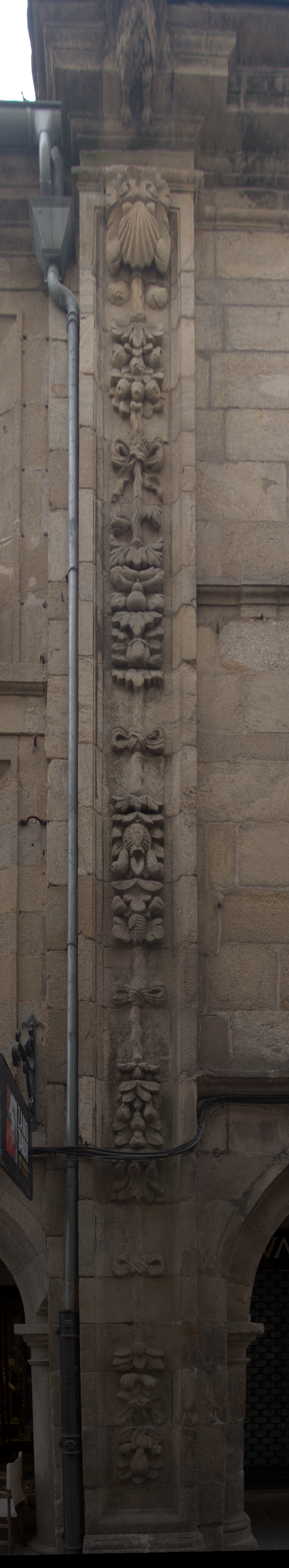
Detalhe de um dos relevos que dão o nome ao edifício